# Hangin' Tough
Hangin' Tough é o segundo álbum de estúdio da boy band norte-americana New Kids on the Block, lançado pela CBS Records em 6 de setembro de 1988.
Com mais de 14 milhões de cópias vendidas em todo o mundo, tornou-se o álbum mais vendido do grupo, foi certificado com diamante no Canadá e vendeu mais de 8 milhões de cópias só nos Estados Unidos, recebendo oito certificados de platina da RIAA. O álbum chegou ao 1º lugar na Billboard 200, e todos os singles chegaram ao top 10 da Billboard Hot 100. O clipe da música "Hangin 'Tough" foi indicado ao Grammy de Melhor Vídeo Musical em 1990.

## Faixas
1. "You Got It (The Right Stuff)"
2. "Please Don't Go Girl"
3. "I'll Be Loving You (Forever)"
4. "Cover Girl"
5. "I Need You"
6. "Hangin' Tough"
7. "I Remember When"
8. "What'Cha Gonna Do (Cabout it)?"
9. "My Favorite Girl"
10. "Hold On"